# Il caricatore
Il caricatore è un film commedia in bianco e nero del 1996 scritta, diretta ed interpretata da Eugenio Cappuccio, Massimo Gaudioso e Fabio Nunziata. 
Il film è dedicato al regista Tanio Boccia.

## Trama
La casa di produzione Boccia Film è in grave crisi: ha un solo caricatore di pellicola e Fabio, il titolare, vuole a tutti i costi realizzare un cortometraggio. Nell'impresa coinvolge gli amici Massimo - patito di realismo - ed Eugenio, che invece adora il cinema americano. Reperito un piccolo capitale e coinvolto un misterioso produttore, appassionato di calcio ed incline a coinvolgere i propri artisti in agonistiche gare di pallone, i tre cinefili riescono a redigere la loro sceneggiatura che narra, appunto, delle difficoltà incontrate per realizzare un film.

## Premi
- Ciak d'oro
  - 1997 - Migliore opera prima[1]